# Resolutie 40 Veiligheidsraad Verenigde Naties
Resolutie 40 van de Veiligheidsraad van de Verenigde Naties werd door de Veiligheidsraad aangenomen op 28 februari 1948. De resolutie passeerde met acht tegen nul stemmen. Drie landen onthielden zich: Argentinië, Oekraïne en de Sovjet-Unie.

## Achtergrond
De VN-Veiligheidsraad had een staakt-het-vuren en een vreedzame oplossing gevraagd voor het conflict tussen Nederland en Indonesië. Er werd ook hulp aangeboden en een comité aangesteld om de zaak te helpen oplossen.
Op 17 februari was de VN-vertegenwoordiger van Australië uitgenodigd om zonder stemrecht deel te nemen aan het debat over de kwestie.

## Inhoud
De Veiligheidsraad vroeg het comité om specifiek aandacht te besteden aan de politieke ontwikkelingen in West-Java en Madoera, en hierover aan de Veiligheidsraad te rapporteren.

## Verwante resoluties
- Resolutie 31 Veiligheidsraad Verenigde Naties bood bijstand met de onderhandelingen aan.
- Resolutie 32 Veiligheidsraad Verenigde Naties veroordeelde het niet-aflatende geweld.
- Resolutie 35 Veiligheidsraad Verenigde Naties vroeg het comité van drie snel aan het werk te gaan.
- Resolutie 41 Veiligheidsraad Verenigde Naties verwelkomt de ondertekening van een wapenstilstand.

Lijst ·  38 ·  39 ·  40 ·  41 ·  42 ·  43 ·  44 ·  45 ·  46 ·  47 ·  48 ·  49 ·  50 ·  51 ·  52 ·  53 ·  54 ·  55 ·  56 ·  57 ·  58 ·  59 ·  60 ·  61 ·  62 ·  63 ·  64 ·  65 ·  66